# Ágas homokliliom
Az ágas homokliliom (Anthericum ramosum), másik nevén ágas hőlye a spárgafélék (Asparagaceae) családjában az agávéformák (Agavoideae) alcsaládba sorolt homokliliom (Anthericum) nemzetség egyik, Magyarországon is honos faja.

## Megjelenése, felépítése
30–80 cm magas évelő. Nagyon vékony, hengeres szára ágas. A szárnál hosszabb, tőálló levelei hosszúak, keskenyek. A levelek erezete párhuzamos.
Minden ág végén fürtös virágzata fejlődik. A virágzat laza, terebélyes buga. A hat, egyenként 10–15 mm hosszú, a porzóknál alig hosszabb lepellevél fehér; a három belső lepellevél szélesebb a három külsőnél. A sárga bibeszál egyenes, a lepelnél hosszabb.
Termése gömbölyű, szálkás hegyű tok kékesfekete, ráncos magvakkal. A levélszélek összenövésével három válaszfal (septum) jön létre. Ezek a termést három rekeszre osztják; ezekben a magok általában párosával helyezkednek el. A tok a főerek mentén nyílik fel, az épen maradó szeptumok bölcsőként veszik körül a magokat.

## Életmódja, termőhelye
A mostoha körülményeket is jól viseli, ezért meglehetősen gyakori — főleg sziklagyepekben, sziklafüves és pusztafüves lejtőkön, irtásréteken, száraz erdőkben nő. Gyökeréről, vegetatívan is jól szaporodik.
Júliustól szeptemberig (augusztusig) nyílik.

## Felhasználása
A méhek szívesen látogatják.